# Issoria dexamene
Issoria dexamene är en fjärilsart som beskrevs av Jean Baptiste Boisduval 1859. Issoria dexamene ingår i släktet Issoria och familjen praktfjärilar. Inga underarter finns listade i Catalogue of Life.